# Mykoła Hakmann
Mykoła Hakmann - profesor Instytutu Teologicznego w Czerniowcach, delegat bukowińskich Ukraińców do Głównej Rady Ruskiej we Lwowie w czasie Wiosny Ludów.